# Campeonato Sul-Americano Juvenil de Ginástica Artística de 2023
O Campeonato Sul-Americano Juvenil e Age Group de Ginástica Artística de 2023 foi realizado de 8 a 10 de setembro de 2023 no Coliseo El Pueblo em Cáli, Colômbia. A competição foi organizada pela Confederação Argentina de Ginástica e aprovada pela Federação Internacional de Ginástica.

## Programação
Todos os horários na hora local (UTC−03:00)
Segunda-feira, 28 de agosto
- 17:30 Competição Exercícios Obrigatórios AC2
- 16:05 Qualificatória Masculina - Subdivisão 2
- 21:00 Premiação AC2

Terça-feira, 29 de agosto
- 13:30 Competição Exercícios Obrigatórios AC3

Quarta-feira, 30 de agosto
- 13:30 Competição Exercícios Obrigatórios AC4

Quinta-feira, 31 de agosto
- 10:30 Competição Exercícios Livres AC3
- 15:00 Premiação AC3
- 16:00 Competição Juvenil - GAF/GAM
- 20:30 Premiação Individual Geral e Equipes Juvenil

Sexta-feira, 1 de setembro
- 08:00 Competição Exercícios Livres AC4
- 12:30 Premiação AC4
- 15:00 Finais por Aparelhos Juvenil
  - GAM: Solo, Cavalo com alças, Argolas
  - GAF: Salto, Barras assimétricas
- 16:30 Premiação Juvenil
- 18:00 Finais por Aparelhos Juvenil
  - GAM: Salto, Barras paralelas, Barra fixa
  - GAF: Trave, Solo
- 19:30 Premiação Juvenil

## Medalhistas

### Masculino
| Evento           | Ouro                                                                                    | Prata                                                                                     | Bronze                                                                                |
| ---------------- | --------------------------------------------------------------------------------------- | ----------------------------------------------------------------------------------------- | ------------------------------------------------------------------------------------- |
| Juvenil          |                                                                                         |                                                                                           |                                                                                       |
| Equipes          | Colômbia (COL) · Keynher Carrascal · Manuel Castro · Yan Arevalo · Jhordan Quintero     | Brasil (BRA) · João Victor Perdigão · Pedro Silvestre · Guilherme Silva · Erick Trautwein | Argentina (ARG) · Thiago Ognibene · Matias Coralizzi · Fausto Latella · Joaquin Velez |
| Individual geral | Keynher Carrascal · Colômbia                                                            | Manuel Castro · Colômbia                                                                  | João Victor Perdigão · Brasil                                                         |
| Solo             | Keynher Carrascal · Colômbia                                                            | Manuel Castro · Colômbia                                                                  | Joshua Vertiz · Peru                                                                  |
| Cavalo com alças | Thiago Ognibene · Argentina                                                             | Matias Coralizzi · Argentina                                                              | Matias Cotrina · Peru                                                                 |
| Argolas          | Keynher Carrascal · Colômbia                                                            | João Victor Perdigão · Brasil                                                             | Manuel Castro · Colômbia                                                              |
| Salto            | Cristobal Cuevas · Chile                                                                | Daniel Leon · Equador                                                                     | João Victor Perdigão · Brasil                                                         |
| Barras paralelas | Yan Arevalo · Colômbia                                                                  | Keynher Carrascal · Colômbia                                                              | Matias Coralizzi · Argentina                                                          |
| Barra fixa       | Stefano Bravo · Equador                                                                 | Thiago Ognibene · Argentina                                                               | Keynher Carrascal · Colômbia                                                          |
| AC4 (14-15 anos) |                                                                                         |                                                                                           |                                                                                       |
| Equipes          | Chile (CHI) · Arturo Corozo · Agustin Zavalla · Matias Jara · Juan Rozas                | Argentina (ARG) · Julián Di Pasquale · Benicio Manoli · Joaquin Britos · Giuliano Paz     | Equador (ECU) · Francisco Aguilar · Valentino Celleri · Domenick Paredes              |
| Individual geral | Arturo Corozo · Chile                                                                   | Agustin Zavalla · Chile                                                                   | Benicio Manoli · Argentina                                                            |
| Solo             |                                                                                         |                                                                                           | Julián Di Pasquale · Argentina                                                        |
| Cavalo com alças | Benicio Manoli · Argentina                                                              | Agustin Zavalla · Chile                                                                   | Matias Jara · Chile                                                                   |
| Argolas          |                                                                                         | Paz Giuliano · Argentina                                                                  |                                                                                       |
| Salto            |                                                                                         |                                                                                           |                                                                                       |
| Barras paralelas |                                                                                         |                                                                                           | Benicio Manoli · Argentina                                                            |
| Barra fixa       |                                                                                         |                                                                                           | Benicio Manoli · Argentina                                                            |
| AC3 (12-13 anos) |                                                                                         |                                                                                           |                                                                                       |
| Equipes          |                                                                                         |                                                                                           |                                                                                       |
| Individual geral | Benjamín Fernández · Argentina                                                          |                                                                                           | Luiz Cardoso · Brasil                                                                 |
| Solo             | Manuel Sánchez · Argentina                                                              |                                                                                           |                                                                                       |
| Cavalo com alças |                                                                                         |                                                                                           | Benjamin Fernández · Argentina                                                        |
| Argolas          | Benjamín Fernández · Argentina                                                          |                                                                                           |                                                                                       |
| Salto            |                                                                                         |                                                                                           |                                                                                       |
| Barras paralelas |                                                                                         |                                                                                           |                                                                                       |
| Barra fixa       |                                                                                         |                                                                                           | Benjamin Fernández · Argentina                                                        |
| AC2 (10-11 anos) |                                                                                         |                                                                                           |                                                                                       |
| Equipes          | Colômbia (COL) · David Calderon · Emanuel Umbariba · Sebastian Santiago · Mattias Lopez | Argentina (ARG) · Felipe Rodríguez · Santino Martos · Pedro Ojeda · Santiago Delamorclaz  | Peru (PER) · Boris Gil · Facundo Carpena · Joaquin Carpena · Marcelo Palacios         |
| Individual geral | David Calderon · Colômbia                                                               | Emanuel Umbariba · Colômbia                                                               | Felipe Rodríguez · Argentina                                                          |
| Solo             | David Calderon · Colômbia                                                               | Sebastian Santiago · Colômbia                                                             | Felipe Rodríguez · Argentina                                                          |
| Cavalo com alças | David Calderon · Colômbia                                                               | Emanuel Umbariba · Colômbia                                                               | Santino Martos · Argentina                                                            |
| Argolas          | David Calderon · Colômbia                                                               | Emanuel Umbariba · Colômbia                                                               | Cesar Botello · Equador                                                               |
| Salto            | David Calderon · Colômbia                                                               | Sebastian Santiago · Colômbia                                                             | Santino Martos · Argentina                                                            |
| Barras paralelas | David Calderon · Colômbia                                                               | Emanuel Umbariba · Colômbia                                                               | Thiago Saavedra · Equador                                                             |
| Barra fixa       | David Calderon · Colômbia                                                               | Emanuel Umbariba · Colômbia                                                               | Santiago Delamorclaz · Argentina                                                      |

### Feminino
| Evento              | Ouro                                                                                              | Prata                                                                                      | Bronze                                                                        |
| ------------------- | ------------------------------------------------------------------------------------------------- | ------------------------------------------------------------------------------------------ | ----------------------------------------------------------------------------- |
| Juvenil             |                                                                                                   |                                                                                            |                                                                               |
| Equipes             | Argentina (ARG) · Isabella Ajalla · Mia Mainardi · Miranda Licheri · Mia Suaya                    | Brasil (BRA) · Maria Heloísa Moreno · Larissa Machado · Gabriela Boucas · Hellen Benevides | Panamá (PAN) · Tatiana Tapia · Alyiah Lide · Ana Gutierrez · Marcela de Frias |
| Individual geral    | Isabella Ajalla · Argentina                                                                       | Maria Heloísa Moreno · Brasil                                                              | Larissa Machado · Brasil                                                      |
| Salto               | Larissa Machado · Brasil                                                                          | Mia Mainardi · Argentina                                                                   | Miranda Licheri · Argentina                                                   |
| Barras assimétricas | Mia Mainardi · Argentina                                                                          | Maria Heloísa Moreno · Brasil                                                              | Larissa Machado · Brasil                                                      |
| Trave               | Isabella Ajalla · Argentina                                                                       | Gabriela Boucas · Brasil                                                                   | Maria Heloísa Moreno · Brasil                                                 |
| Solo                | Mia Mainardi · Argentina                                                                          | Gabriela Boucas · Brasil                                                                   | Tatiana Tapia · Panamá                                                        |
| AC4 (13-14 anos)    |                                                                                                   |                                                                                            |                                                                               |
| Equipes             | Argentina (ARG) · Constanza Galfrascoli · Emilia Carriego · Amparo Maria Diez · Liz Van de Voorde | Venezuela (VEN) · Sofia Garcia · Alba Berbecia · Oriana Fernandez · Dafne Garcia           | Peru (PER) · Alessia Suarez · Isabella Mendoza · Flavia Sánchez · Danica Rems |
| Individual geral    | Constanza Galfrascoli · Argentina                                                                 | Emilia Carriego · Argentina                                                                | Ana Beitia · Panamá                                                           |
| Salto               | Amparo Maria Diez · Argentina                                                                     | Emilia Carriego · Argentina                                                                | Eloisa Campos · Chile                                                         |
| Barras assimétricas | Liz Van de Voorde · Argentina                                                                     | Ana Beitia · Panamá                                                                        | Emilia Carriego · Argentina                                                   |
| Trave               | Liz Van de Voorde · Argentina                                                                     | Oriana Fernandez · Venezuela                                                               | Danica Rems · Peru                                                            |
| Solo                | Sofia Garcia · Venezuela                                                                          | Constanza Galfrascoli · Argentina                                                          | Oriana Fernandez · Venezuela                                                  |
| AC3 (11-12 anos)    |                                                                                                   |                                                                                            |                                                                               |
| Equipes             | Brasil (BRA) · Julie Costa · Brenda Faria · Erika Oliveira · Sophia Cruz                          | Uruguai (URU) · Camila Buck · Isabella Marenco · Marindia Nuñez · Renata Rodriguez         | Venezuela (VEN) · Sofia Rojas · Mia Garcés · Maria Ruiz · Fabiana Armas       |
| Individual geral    | Julie Costa · Brasil                                                                              | Brenda Faria · Brasil                                                                      | Sofia Rojas · Venezuela                                                       |
| Salto               | Julie Costa · Brasil                                                                              | Erika Oliveira · Brasil                                                                    | Mia Garcés · Venezuela                                                        |
| Barras assimétricas | Mia Garcés · Venezuela                                                                            | Ximena Estrada · Equador                                                                   | Julie Costa · Brasil                                                          |
| Trave               | Julie Costa · Brasil                                                                              | Mia Garcés · Venezuela                                                                     | Ximena Estrada · Equador                                                      |
| Solo                | Sophia Cruz · Brasil                                                                              | Julie Costa · Brasil                                                                       | Isabella Marenco · Uruguai                                                    |
| AC2 (9-11 anos)     |                                                                                                   |                                                                                            |                                                                               |
| Equipes             | Venezuela (VEN) · Oriana Bello · Maria Lozano · Natalia Aragort · Victoria Osio                   | Argentina (ARG) · Alma Sofia Viñas · Delfina Amandi · Bianca Lederhos · Delfina Gerez      | Peru (PER) · Guadalupe Sánchez · Annia Kisic · Luna Castro · Mara Kisic       |
| Individual geral    | Oriana Bello · Venezuela                                                                          | Maria Lozano · Venezuela                                                                   | Guadalupe Sánchez · Peru                                                      |
| Salto               | Oriana Bello · Venezuela                                                                          | Delfina Gerez · Argentina                                                                  | Maria Lozano · Venezuela                                                      |
| Barras assimétricas | Oriana Bello · Venezuela                                                                          | Guadalupe Sánchez · Peru                                                                   | Annia Kisic · Peru                                                            |
| Trave               | Oriana Bello · Venezuela                                                                          | Gil Pascale Muñoz · Chile                                                                  | Delfina Amandi · Argentina                                                    |
| Solo                | Oriana Bello · Venezuela                                                                          | Maria Lozano · Venezuela                                                                   | Alma Sofia Viñas · Argentina                                                  |

## Países participantes
- Argentina
- Bolívia
- Brasil
- Chile
- Colômbia
- Equador
- Panamá
- Paraguai
- Peru
- Uruguai
- Venezuela